# San José de las Lajas, Kuba
San José de las Lajas är en provinshuvudstad i Kuba.   Den ligger i provinsen Provincia Mayabeque, i den västra delen av landet, 30 km sydost om huvudstaden Havanna. San José de las Lajas ligger 138 meter över havet och antalet invånare är 54 847.
Terrängen runt San José de las Lajas är platt. Runt San José de las Lajas är det ganska tätbefolkat, med 134 invånare per kvadratkilometer. Närmaste större samhälle är Arroyo Naranjo, 16,6 km väster om San José de las Lajas. Omgivningarna runt San José de las Lajas är en mosaik av jordbruksmark och naturlig växtlighet.